# RPG-7
RPG-7 je laki ručni raketni bacač. Standardno je protuoklopno oružje za višekratnu upotrebu lansera.
Postoje mnoge novije suvremenije kopije po izvornom rješenju, s raketnim lansernim bacačima. U današnje vrijeme postoje znatno snažniji i veći raketni bacači koji se mogu nositi na današnjim oklopnim vozilima. RPG-7 je izvorni proizvod bivšeg SSSR-a. Posjeduje ga mnogo država diljem svijeta.
Njegov oblik predstavlja ikonu raketnog bacača te se vjeruje da će još dugo biti u funkciji.

## Uporaba na bojištu i taktika
Služi za uništavanje oklopnih vozila, utvrda ili bunkera. RPG-7 zastarjeli tip bacača koji se teško može nositi s današnjim oklopnim vozilima iako je bilo poboljšanja samobacača. Poboljšana je ciljnički urežaj i osigurano je više vrsta raketnog punjenja. Punjenja su kumulativno punjenje za uništavanje reaktivnog oklopa rasprskavajuća raketa za uništavanje žive sile. RPG-7 se sastoji od tijela s optičkim sustavom gađanja ili s poboljšanim sustavom u koji se umeće raketa s motorom na kruto gorivo.
Ovaj RRB koristi razne rakete kao što su:
1. Protupješačka mina OG-7,
2. Protupješačka mina PG-7M.

Glavni dio mu je lansirna cijev na koju je nastavljen mehanizam za okidanje s rukohvatom. Izvorno sadrži mehanički i optički ciljnik.

## Prednosti i nedostatci
- Prednosti: 
  - lakoća prijenosa i lagano upravljanje što ga čini dostojnim protivnikom u gerilskom ratovanju.
  - Brzina punjenja raketama i peciznost na malim udaljenostima.
- Nedostatci: 
  - Nepreciznost na većim udaljenostima,
  - Slaba probojna moć za nova oklopna vozila
  - Zabranjeno je gađanje iz zatvorenih prostorija i kada se iza lansera nalazi prepreka bliža od 2 m
  - Zbog izlaza dimnih plinova zahtijeva veću površinu za ispaljivanje
  - Poslugu trebaju sačinjavati dva vojnika. Poželjno je pri gađanju staviti antifone.

## Korisnici
RPG-7 je zastarjeli bacač s dosta nedostataka. Ipak se rabi u ratnim područjima kao što su Afganistan, Irak i mnoge druge države.
Iz snimaka u ratnom Iraku se vidi da su RPG-7 lako uništavali američke Hummere i oklopne transportere.